# Манастир Свети Јован Бигорски
Манастир Свети Јован Бигорски је један од најзначајнијих верских и културних објеката у Северној Македонији. Посвећен је Светом Јовану Крститељу и потиче из 11. века.
Налази се на северозападу Северне Македоније, поред магистралног пута Дебар — Гостивар, лежи на падинама планине Бистре, на обали реке Радике између села Ростуше, Велебрдо, Битуше и Требишта.

## Историја манастира
Према летопису манастира из 1833. године, цркву је изградио 1020. године Јован I Дебранин, први архиепископ Охрида (1018—1037). Та „листина” је писана на основу једног народног предања о „монаху Јовану”. По српској верзији, то је једна од најстаријих задужбина више Немањића, а сви српски владари до почетка 20. века су заиста тај манастир даривали. Манастир је по другом народном предању подигао и украсио у 11. веку зетски краљ Јован Владимир, у време када је био слободни савезник цара Самуила. Османлије су порушили манастир у 16. веку. Манастир је обновио игуман Иларион 1743. године уз помоћ села Галичника. Сељаци из Галичника — Срби Рекалије (племена Мијака) су изградили и велику манастирску трпезарију. Иларион је изградио и неколико конака за монахе. Бугари су за пре и за време Првог светског рата однели сво сребро које су нашли у манастиру. Манастир је темељно обновљен 1927. године, а једно звоно је дао 1925. године краљ Александар Карађорђевић.
Један век касније, у периоду 1812—1825. године за време игумана Арсенија (1807—1838) из оближњег села Галичник, битно је проширен манастир.
Једно од највреднијих манастирских уметничких блага је дрвени иконостас којег су израдили домаћи мајстори у периоду од 1829—1835. године. Били су то мајстори сељаци из околине Дебра, који су и цркву Св. Спаса у Скопљу радили. Уместо потписа урезали су сами себе у дрвету, у једном углу иконе. Један старац и три младића са длетом у руци — биће да је то била једна породица. Реч је о Петру Филиповићу Гарки и његовој браћи из села Осоје. За овај иконостас важи да је један од најлепших и највреднијих кипарских дела византијске уметности у Македонији. За икону са ликом Светог Јована која је датирана у 1020. годину, верници тврде да има чудотворне исцелитељске моћи.
Између 1868—1874. године (или 1872—1877) при манастиру је радила српска народна школа. Братство манастирско је 1875. године купило књигу — речник три језика, на челу са игуманом архимандритом Михаилом.

Игуман манастира архимандрит Харитон је 4. марта 1889. године у писму председнику Друштва Свети Сава написао:
Манастир Св. Јован „Бигорски” постоји на реци Радици, у Дебарској, на јужном шареном огранку. Он је задужбина српских краљева и царева, у колико нам стари причају, а зна се и по томе што се из поменика види , да су поклоници и приложници све сами околни Срби. Овом манастиру чинили су поклоне и милостињу и сви владаоци обновљене Србије. Њихова звона и данашњи дан својим гласом предсказују нам спасење и храбре нас на издржавање и трпљење до онога суђенога часа кад нам буде синуло чисто и јасно наше старо српско сунце.
Најзад, да не бих много зборио и наше љуте ране озлеђивао, једном речју да потврдим: што су Дечани у северној Старој Србији, то је Св. Јован „Бигорски” у јужној Старој Србији.
У овом манастиру има нас калуђера преко 20, а још више сиротиње и слабих људи. Управо, ово је и црква и болница и богословија. За издржавање оваквог манастира треба да има повећих прихода, а оно, и што има више се изда Турцима и разним потурицама само да нас сачувају од већих зликоваца но што су они.
Па ради тога ме је братство изабрало и упутило овамо да колико толико помоћи приберем код слободне наше браће за шта имам и одобрење од надлежне власти. Ради тога ево пријављујем се и Друштву Св. Саве, да за наш манастир зна, да се о њему води мало већа брига, као што је о њему водио и први ослободилац Подунавске Србије неумрли Милош Т. Обреновић и на чију је реч султан издао ферман манастиру да Милошева звона слободно звоне.

Братство је наше чуло за Друштво Св. Саве и његову високу и свету идеју, па се тврдо нада да ће и нас наш општи покровитељ Св. Сава благословом својим обрадовати и дати нам духа и помоћи на даље трпљење.
Манастирска црква је изграђена од туцаног камена — бигора, па се верује да се по томе и назива Биогорски.
Године 1891. покушали су бугарски егзархисти да у манастиру отворе свој школски пансионат. Тражили су од архимандрита Аритона (Харитона) да им уступи зграду манастирску „Стари конак”, за свој рад. Када је настојатељ успротивио томе, бранећи интерес манастира и народа који у окружењу није био бугарске националности. Онда су Бугари уз асистенцију власти, кренули да силом учине оно што су наумили, међутим монаси су позвали народ да се дигне у одбрану права. Народ у којем су преовладавале жене, камењем је најурио узурпаторе. Слично је било и 1904. године, о манастирској слави, када су се побили Срби и Бугари егзархисти.
Данашњи манастирски комплекс састоји се од манастирске цркве, гробнице (костурнице) која се налази поред цркве, одбрамбене куле-звоника, зграде за боравак монаха и новоизграђеног дела за боравак гостију. Српско порекло и историјски континуитет доказују иконе и фреске са ликовима српских владара (Св. Јован Владимир зетски краљ), двоглави бели орлови на поду храма, те стари месингани свећњаци са угравираним двоглавим орловима и звона. Три црквена звона. која су била у торњу 1924. године дарови су српских владара. Једно је поклонио 1837. године књаз Милош Обреновић. Друго звоно је даровао кнез Александар Карађорђевић 1850. године. Исте године су даровали треће звоно, кнежевићи Петар и Андреја Карађорђевић.
Манастир је био запуштен 1930-тих, реновирање је било у току 1939.

## Иван Јастребов о овом манастиру
Иван Јастребов је писао да је овај Дебарски манастир Св. Јована у Реци подигнут са десне стране Радике у планини на пола сата пута. Зове се Бигор. Описао је манастирски печат из 1873. г. Зграда манастира није стара и пространа је, може примити више од 2000 људи. Тада су биле две трпезарије, за мушкарце и жене. Монаси одржавају манастир доста чисто. Архимандрит им је одређивао свако вече други посао. Беда није примећивао иако су монаси кукали над незавидношћу свакодневног живота. 1883. су послали два монаха у Русију ради прикупљања милостиње. Храм је велик а иконостас изврсна дрвена резбарија. Најзначајнија је тзв. чудотворна икона Св. Јована Крститеља коју монаси желе да сместе на почетак 9. века. Није било библиотеке. Поред црквених књига монаси су чували поменике. Један је новији а други је из друге половине 15. столећа и по правопису и садржају се ничим не разликује од поменика Дечанског манастира. После обреда богослужења опела побројани су сви српски краљеви и цареви као и архиепископи и епископи. Поменик господам српским. Помени гди гна владику српскаго Немању, Анастасију монахињу, Стефана краља, Владислава краља…. Следи: Поменик архиепископом српским. Помени Господи: Савоу, Арсенија,, Савоу, Јааникија… У Поменику су уписана и села у којима су живели хришћани, а тада више у њима нема ни једне хришћанске душе: Жерноница (код тог села је чак био манастир Св. Варваре), Косоврат, Штировице, Присојнице, Скудриње, Болетина и Врбњан. У Доњем Дебру из села: Старовеца и Пешкопеја. Из села Горњег Дебра: Хамије, Клобучишта, Папраднице, Блата Крифца, Славља, Коџаџика, Требишта, Житинана, Отишан, Баланци, Сорпетова, Извир, Вичици, Коњар и Селокући. У многим селима је остала само по једна, по две хришћанске куће. Мноштво имена тих села је из старих времена, како је у поменику записано. Нпр.: Проваленик, Јелевци, Грекане, Тучепи, Голевишта Радовешта, Пјанец, Граждани.